# Carlton-le-Moorland
Carlton-le-Moorland est une paroisse civile et un village du Lincolnshire, en Angleterre.